# Timon Wellenreuther
Timon Wellenreuther (Karlsruhe, 3 dicembre 1995) è un calciatore tedesco, portiere del Feyenoord.

## Carriera

### Club
Fa il suo debutto in Bundesliga il 3 febbraio 2015 nella partita Schalke 04 - Bayern Monaco, terminata 1-1, sostituendo nel secondo tempo l'infortunato Fabian Giefer. Il 18 febbraio dello stesso anno gioca la partita di Champions League tra Schalke 04 e Real Madrid.

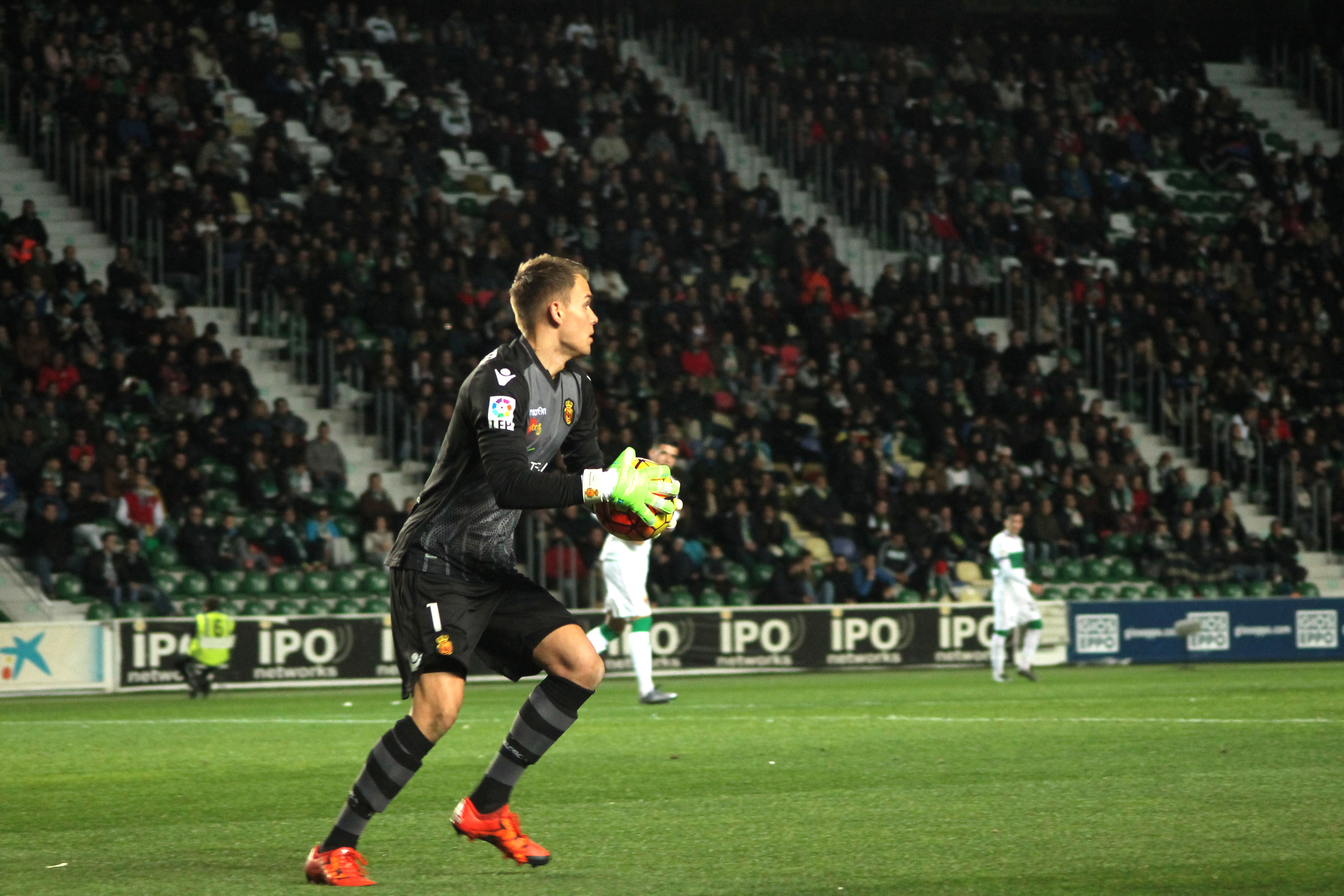
T.Wellenreither, portiere del Maiorca

Nel giugno del 2015 lo Schalke 04 decide di cederlo in prestito al Maiorca per la stagione seguente.
A fine stagione contribuisce alla salvezza del Maiorca (ottenuta all'ultima giornata di campionato grazie alla vittoria per 3 a 1 sul campo del Valladolid), che di conseguenza disputerà nuovamente la Segunda Liga nella stagione seguente.

### Nazionale
Ha giocato nelle nazionali giovanili tedesche Under-20 ed Under-21.

## Statistiche

### Presenze e reti nei club
Statistiche aggiornate all'11 marzo 2025.
| Stagione             | Squadra              | Campionato           | Campionato | Campionato | Coppe nazionali | Coppe nazionali | Coppe nazionali | Coppe continentali | Coppe continentali | Coppe continentali | Altre coppe | Altre coppe | Altre coppe | Totale | Totale |
| Stagione             | Squadra              | Comp                 | Pres       | Reti       | Comp            | Pres            | Reti            | Comp               | Pres               | Reti               | Comp        | Pres        | Reti        | Pres   | Reti   |
| -------------------- | -------------------- | -------------------- | ---------- | ---------- | --------------- | --------------- | --------------- | ------------------ | ------------------ | ------------------ | ----------- | ----------- | ----------- | ------ | ------ |
| 2014-2015            | Schalke 04 II        | RL                   | 16         | -23        | -               | -               | -               | -                  | -                  | -                  | -           | -           | -           | 16     | -23    |
| 2014-2015            | Schalke 04           | BL                   | 8          | -10        | CG              | 0               | 0               | UCL                | 2                  | -5                 | -           | -           | -           | 10     | -15    |
| 2015-2016            | Maiorca              | SD                   | 33         | -33        | CR              | 0               | 0               | -                  | -                  | -                  | -           | -           | -           | 33     | -33    |
| 2016-2017            | Schalke 04 II        | RL                   | 9          | -10        | -               | -               | -               | -                  | -                  | -                  | -           | -           | -           | 9      | -10    |
| Totale Schalke 04 II | Totale Schalke 04 II | Totale Schalke 04 II | 25         | -33        |                 | -               | -               |                    | -                  | -                  |             | -           | -           | 25     | -33    |
| 2017-2018            | Willem II            | E                    | 15         | -32        | CO              | 1               | -2              | -                  | -                  | -                  | -           | -           | -           | 16     | -34    |
| 2018-2019            | Willem II            | E                    | 29         | -63        | CO              | 4               | -7              | -                  | -                  | -                  | -           | -           | -           | 33     | -70    |
| 2019-2020            | Willem II            | E                    | 25         | -34        | CO              | 3               | -2              | -                  | -                  | -                  | -           | -           | -           | 28     | -36    |
| 2020-2021            | Anderlecht           | JPL                  | 23         | -20        | CB              | 4               | -2              | -                  | -                  | -                  | -           | -           | -           | 27     | -22    |
| 2021-2022            | Willem II            | E                    | 31         | -52        | CO              | 1               | -3              | -                  | -                  | -                  | -           | -           | -           | 32     | -55    |
| Totale Willem II     | Totale Willem II     | Totale Willem II     | 100        | -181       |                 | 9               | -14             |                    | -                  | -                  |             | -           | -           | 109    | -195   |
| 2022-2023            | Feyenoord            | E                    | 9          | -11        | CO              | 3               | -6              | UEL                | 2                  | -2                 | -           | -           | -           | 14     | -19    |
| 2023-2024            | Feyenoord            | E                    | 19         | -12        | CO              | 3               | -1              | UCL+UEL            | 2+2                | -3 + -2            | SO          | 0           | 0           | 26     | -18    |
| 2024-2025            | Feyenoord            | E                    | 20         | -19        | CO              | 1               | -2              | UCL                | 11                 | -25                | SO          | 1           | -4          | 33     | -50    |
| Totale Feyenoord     | Totale Feyenoord     | Totale Feyenoord     | 48         | -42        |                 | 7               | -9              |                    | 17                 | -32                |             | 1           | -4          | 73     | -87    |
| Totale carriera      | Totale carriera      | Totale carriera      | 247        | -319       |                 | 20              | -25             |                    | 19                 | -37                |             | 1           | -4          | 277    | -385   |

## Palmarès

### Club

#### Competizioni nazionali
- Campionato olandese: 1

Feyenoord: 2022-2023
- Coppa dei Paesi Bassi: 1

Feyenoord: 2023-2024
- Supercoppa dei Paesi Bassi: 1

Feyenoord: 2024